# Esgrima nos Jogos Olímpicos de Verão de 2016 - Qualificatórias
Este artigo detalha a fase de qualificação para a esgrima nos Jogos Olímpicos de Verão de 2016, conforme definido pela Federação Internacional de Esgrima. 

## Informações gerais
Estão em disputa 204 vagas, de duzentas e doze vagas disponíveis.
Todas as vagas conquistadas para os eventos individuais de sabre masculino e florete feminino são destinadas aos próprios atletas que as conquistaram.
Para as demais modalidades individuais, as vagas remanescentes após a alocação dos classificados por equipe também serão destinadas aos atletas qualificados.
As vagas conquistadas por equipe são destinadas ao Comitê Olímpico Nacional - CON ao qual pertence a equipe que a conquistou, não pertence aos atletas. Os atletas inscritos para as equipes classificadas participam também nas disputas individuais.
País-sede: caso o Brasil não se qualifique dentro do limite de cotas disponível para cada CON, o país tem direito a inscrever mais oito atletas, até o limite de dezesseis, distribuídos entre as várias competições, de acordo com as vagas disponíveis por modalidade.
Limites de vagas e atletas por CON:
Cada Comitê Olímpico Nacional - CON pode inscrever até dezesseis atletas, uma equipe de três em cada modalidade com disputa por equipe e dois nas modalidades sem disputa por equipe.
O número de participantes de cada torneio individual vai depender da utilização da vaga de anfitrião pelo país-sede. Estão em disputa trinta e cinco vagas para as modalidades que têm disputa por equipe, para os demais são trinta e duas vagas disponíveis.
Os torneios de equipes dispõem de oito vagas, mas podem vir a ter nove equipes concorrentes, caso o país-sede utilize suas vagas em um dos torneios por equipe.

## Eventos qualificatórios
Competições por equipe
Estão disponíveis oito vagas por torneio por equipe, cada uma com três esgrimistas, um total de vinte e quatro atletas por torneio, portanto noventa e seis atletas em todas as modalidades.
A equipes foram qualificadas com base no ranking oficial por equipe da FIE, sendo:
- As quatro melhores equipes ranqueadas
- Uma vaga para o melhor ranqueado de cada região (Áfica, América, Ásia-Oceania e Europa), desde que esteja entre os 16 melhores ranqueados. Caso alguma dessas vagas não seja preenchida, o próximo ranqueado fica com a vaga.

Todos os inscritos para essas vagas estão automaticamente inscritos para as competições individuais respectivas.
Competições individuais com disputa por equipe
Estão disponíveis onze vagas individuais para cada um dos torneios com disputa por equipe, espada, florete masculino e sabre feminino, um total de quarenta e quatro vagas. As demais vinte e quatro vagas por torneio são preenchidas pelos membros da equipes qualificadas.
As vagas foram preenchidas da seguinte forma:
- Sete vagas com base no ranking oficial regional ajustado da FIE, com apenas uma vaga por CON
- Quatro vagas nos torneios qualificatórios regionais, dos quais não participam CON já qualificados

Competições individuais sem disputa por equipe
Estão disponíveis trinta e duas vagas individuais para cada um dos torneios com disputa por equipe, florete feminino e sabre masculino, um total de sessenta e quatro vagas.
As vagas foram preenchidas da seguinte forma:
- Catorze vagas com base no ranking oficial ajustado da FIE
- Oito vagas com base no ranking oficial regional ajustado da FIE, duas por região, com apenas uma vaga por CON
- Dez vagas em torneios qualificatórios regionais, dos quais não participam CON já qualificados

| Modalidade                            | Data                     | Local                   | Espada  | Espada  | Espada     | Espada     | Florete | Florete | Florete    | Florete    | Sabre   | Sabre   | Sabre      | Sabre      |
| Modalidade                            | Data                     | Local                   | Equipes | Equipes | Individual | Individual | Equipes | Equipes | Individual | Individual | Equipes | Equipes | Individual | Individual |
| Modalidade                            | Data                     | Local                   | M       | F       | M          | F          | M       | F       | M          | F          | M       | F       | M          | F          |
| ------------------------------------- | ------------------------ | ----------------------- | ------- | ------- | ---------- | ---------- | ------- | ------- | ---------- | ---------- | ------- | ------- | ---------- | ---------- |
| Ranking oficial FIE                   | 4 de abril de 2016       |                         | 8       | 8       | 7          | 7          | 8       |         | 7          | 22         |         | 8       | 22         | 7          |
| Torneio qualificatório – Ásia-Oceania | 11 e 12 de abril de 2016 | Wuxi, China             |         |         | 1          | 1          |         | 1       | 3          |            | 3       | 1       |            |            |
| Torneio qualificatório – África       | 14 e 15 de abril de 2016 | Algiers, Argélia        | 1       | 1       | 1          | 1          | 1       | 1       |            |            |         |         |            |            |
| Torneio qualificatório – América      | 16 e 17 de abril de 2016 | San José, Costa Rica    | 1       | 1       | 1          | 2          | 2       | 1       |            |            |         |         |            |            |
| Torneio qualificatório – Europa       | 16 e 17 de abril de 2016 | Praga, República Tcheca | 1       | 1       | 1          | 4          | 4       | 1       |            |            |         |         |            |            |
| Total de atletas                      | Total de atletas         | Total de atletas        | 24      | 24      | 11         | 11         | 24      |         | 11         | 32         |         | 24      | 32         | 11         |

## Tabelas de qualificação

### Espada
| | Masculino                                                        | Masculino | Masculino                |                                                                  | Feminino                                               | Feminino | Feminino |
| Competição | Qualificados                                                     | Equipe    | Atletas                  | Qualificados                                                     | Equipe                                                 | Atletas  |          |
| --- | ---------------------------------------------------------------- | --------- | ------------------------ | ---------------------------------------------------------------- | ------------------------------------------------------ | -------- | -------- |
| País-sede | BRA Nicolas Ferreira BRA Guilherme Melaragno BRA Athos Schwantes | 1         | 3                        | BRA Rayssa Costa BRA Emese Takacs                                | 1                                                      | 2*       |          |
| Ranking oficial por equipes FIE | FRA Daniel Jerent FRA Gauthier Grumier FRA Yannick Borel         | 1         | 3                        |                                                                  | ROM Ana Maria Brânză ROM Simona Gherman ROM Simona Pop | 1        | 3        |
| Ranking oficial por equipes FIE | UKR [[ ]] UKR [[ ]] UKR [[ ]]                                    | 1         | 3                        | CHN Sun Yiwen CHN Sun Yujie UKR Xu Anqi                          | 1                                                      | 3        |          |
| Ranking oficial por equipes FIE | ITA Marco Fichera ITA Enrico Garozzo ITA Paolo Pizzo             | 1         | 3                        | RUS Violetta Kolobova RUS Tatiana Logunova RUS Lyubov Shutova    | 1                                                      | 3        |          |
| Ranking oficial por equipes FIE | SUI Max Heinzer SUI Fabian Kauter SUI Benjamin Steffen           | 1         | 3                        | EST Julia Beljajeva EST Irina Embrich EST Erika Kirpu            | 1                                                      | 3        |          |
| Ranking oficial por equipes FIE | HUN Gábor Boczkó HUN Géza Imre HUN András Rédli                  | 1         | 3                        | FRA Marie-Florence Candassamy FRA Auriane Mallo FRA Lauren Rembi | 1                                                      | 3        |          |
| Ranking oficial por equipes FIE - Ásia | KOR Jung Jin-sun KOR Jung Seung-hwa KOR Park Kyoung-doo          | 1         | 3                        | KOR Choi Eun-sook KOR Choi In-jeong KOR Kang Young-mi            | 1                                                      | 3        |          |
| Ranking oficial por equipes FIE - África | —                                                                | 0         | 0**                      | —                                                                | 0                                                      | 0**      |          |
| Ranking oficial por equipes FIE - América | VEN Silvio Fernández VEN Francisco Limardo VEN Rubén Limardo     | 1         | 3                        | USA Katharine Holmes USA Courtney Hurley USA Kelley Hurley       | 1                                                      | 3        |          |
| Ranking oficial por equipes FIE - Europa | RUS Vadim Anokhin RUS Anton Avdeev RUS Pavel Sukhov              | 1         | 3                        | UKR [[ ]] UKR [[ ]] UKR [[ ]]                                    | 1                                                      | 3        |          |
| Ranking oficial individual FIE - Ásia | JPN Kazuyasu Minobe                                              |           | 1                        | JPN Nozomi Sato                                                  |                                                        | 1        |          |
| Ranking oficial individual FIE - Ásia | CHN Jiao Yunlong                                                 | 1         | HKG Vivian Kong          |                                                                  | 1                                                      |          |          |
| Ranking oficial individual FIE - África | SEN Alexandre Bouzaid                                            | 1         | TUN Sarra Besbes         |                                                                  | 1                                                      |          |          |
| Ranking oficial individual FIE - América | CAN Maxime Brinck-Croteau                                        | 1         | BRA Nathalie Moellhausen |                                                                  | 1                                                      |          |          |
| Ranking oficial individual FIE - América | USA Jason Pryor                                                  | 1         | CAN Leonora MacKinnon    |                                                                  | 1                                                      |          |          |
| Ranking oficial por equipes FIE - Europa | NED Bas Verwijlen                                                | 1         | ITA Rossella Fiamingo    |                                                                  | 1                                                      |          |          |
| Ranking oficial por equipes FIE - Europa | EST Nikolai Novosjolov                                           | 1         | HUN Emese Szász          |                                                                  | 1                                                      |          |          |
| Torneio qualificatório - Ásia-Oceania | KUW Abdulaziz Al-Shatti                                          | 1         | VIE Nguyễn Thị Như Hoa   |                                                                  | 1                                                      |          |          |
| Torneio qualificatório - África | EGY Ayman Fayez                                                  | 1         | RSA Juliana Barrett      |                                                                  | 1                                                      |          |          |
| Torneio qualificatório - América | COL Jhon Édison Rodríguez                                        | 1         | MEX Alejandra Terán      |                                                                  | 1                                                      |          |          |
| Torneio qualificatório - Europa | CZE Jiří Beran                                                   | 1         | SUI Tiffany Géroudet     |                                                                  | 1                                                      |          |          |
| Total | Total                                                            | 9         | 38                       |                                                                  | 9                                                      | 37       |          |
| * O Brasil decidiu utilizar cinco de suas oito vagas com as duas equipes de espada. ** Nenhum atleta da região estava entre o 16 melhores no ranking. |                                                                  |           |                          |                                                                  |                                                        |          |          |

### Florete
| Masculino | Masculino                                                            | Masculino | Masculino                        |                                           | Feminino                       | Feminino                                  | Feminino | Feminino |
| Competição | Qualificados                                                         | Equipe    | Atletas                          | Competição                                | Qualificados                   | Equipe                                    | Atletas  |          |
| --- | -------------------------------------------------------------------- | --------- | -------------------------------- | ----------------------------------------- | ------------------------------ | ----------------------------------------- | -------- | -------- |
| País-sede | BRA Brasil                                                           | 0         | 0                                | País-sede                                 | BRA Bia Bulcão BRA Taís Rochel |                                           | 2        |          |
| Ranking oficial por equipes FIE | RUS Timur Safin RUS Artur Akhmatkhuzin RUS Aleksey Cheremisinov      | 1         | 3                                |                                           | Ranking oficial individual FIE | ITA Arianna Errigo ITA Elisa Di Francisca |          | 2        |
| Ranking oficial por equipes FIE | RUS Timur Safin RUS Artur Akhmatkhuzin RUS Aleksey Cheremisinov      | 1         | 3                                |                                           | Ranking oficial individual FIE | ITA Arianna Errigo ITA Elisa Di Francisca |          | 2        |
| Ranking oficial por equipes FIE | RUS Timur Safin RUS Artur Akhmatkhuzin RUS Aleksey Cheremisinov      | 1         | 3                                | RUS Inna Deriglazova RUS Aida Shanaeva    | Ranking oficial individual FIE |                                           | 2        |          |
| Ranking oficial por equipes FIE | ITA Giorgio Avola ITA Andrea Cassarà ITA Daniele Garozzo             | 1         | 3                                | RUS Inna Deriglazova RUS Aida Shanaeva    | Ranking oficial individual FIE |                                           | 2        |          |
| Ranking oficial por equipes FIE | ITA Giorgio Avola ITA Andrea Cassarà ITA Daniele Garozzo             | 1         | 3                                | USA Lee Kiefer USA Nzingha Prescod        | Ranking oficial individual FIE |                                           | 2        |          |
| Ranking oficial por equipes FIE | ITA Giorgio Avola ITA Andrea Cassarà ITA Daniele Garozzo             | 1         | 3                                | USA Lee Kiefer USA Nzingha Prescod        | Ranking oficial individual FIE |                                           | 2        |          |
| Ranking oficial por equipes FIE | FRA Jérémy Cadot FRA Erwann Le Pechoux FRA Enzo Lefort               | 1         | 3                                | FRA Ysaora Thibus FRA Astrid Guyart       | Ranking oficial individual FIE |                                           | 2        |          |
| Ranking oficial por equipes FIE | FRA Jérémy Cadot FRA Erwann Le Pechoux FRA Enzo Lefort               | 1         | 3                                | FRA Ysaora Thibus FRA Astrid Guyart       | Ranking oficial individual FIE |                                           | 2        |          |
| Ranking oficial por equipes FIE | FRA Jérémy Cadot FRA Erwann Le Pechoux FRA Enzo Lefort               | 1         | 3                                | KOR Jeon Hee-sook KOR Nam Hyun-hee        | Ranking oficial individual FIE |                                           | 2        |          |
| Ranking oficial por equipes FIE | USA Miles Chamley-Watson USA Alexander Massialas USA Gerek Meinhardt | 1         | 3                                | KOR Jeon Hee-sook KOR Nam Hyun-hee        | Ranking oficial individual FIE |                                           | 2        |          |
| Ranking oficial por equipes FIE | USA Miles Chamley-Watson USA Alexander Massialas USA Gerek Meinhardt | 1         | 3                                | TUN Inès Boubakri                         | Ranking oficial individual FIE |                                           | 1        |          |
| Ranking oficial por equipes FIE | USA Miles Chamley-Watson USA Alexander Massialas USA Gerek Meinhardt | 1         | 3                                | HUN Aida Mohamed                          | Ranking oficial individual FIE |                                           | 1        |          |
| Ranking oficial por equipes FIE - Ásia | KOR Jung Jin-sun KOR Jung Seung-hwa KOR Park Kyoung-doo              | 1         | 3                                | CHN Le Huilin                             | Ranking oficial individual FIE |                                           | 1        |          |
| Ranking oficial por equipes FIE - Ásia | KOR Jung Jin-sun KOR Jung Seung-hwa KOR Park Kyoung-doo              | 1         | 3                                | GER Carolin Golubytskyi                   | Ranking oficial individual FIE |                                           | 1        |          |
| Ranking oficial por equipes FIE - Ásia | KOR Jung Jin-sun KOR Jung Seung-hwa KOR Park Kyoung-doo              | 1         | 3                                | Ranking oficial por equipes FIE - Ásia    | CHN Liu Yongshi                |                                           | 1        |          |
| Ranking oficial por equipes FIE - África | EGY [[ ]] EGY [[ ]] EGY [[ ]]                                        | 1         | 3                                | Ranking oficial por equipes FIE - Ásia    | LIB Mona Shaito                |                                           | 1        |          |
| Ranking oficial por equipes FIE - África | EGY [[ ]] EGY [[ ]] EGY [[ ]]                                        | 1         | 3                                | Ranking oficial por equipes FIE - África  | EGY Noura Mohamed              |                                           | 1        |          |
| Ranking oficial por equipes FIE - África | EGY [[ ]] EGY [[ ]] EGY [[ ]]                                        | 1         | 3                                | Ranking oficial por equipes FIE - África  | ALG Anissa Khelfaoui           |                                           | 1        |          |
| Ranking oficial por equipes FIE - América | BRA Henrique Marques BRA Ghislain Perrier BRA Guilherme Toldo        | 1         | 3                                | Ranking oficial por equipes FIE - América | CAN Eleanor Harvey             |                                           | 1        |          |
| Ranking oficial por equipes FIE - América | BRA Henrique Marques BRA Ghislain Perrier BRA Guilherme Toldo        | 1         | 3                                | Ranking oficial por equipes FIE - América | COL Saskia van Erven           |                                           | 1        |          |
| Ranking oficial por equipes FIE - América | BRA Henrique Marques BRA Ghislain Perrier BRA Guilherme Toldo        | 1         | 3                                | Ranking oficial por equipes FIE - Europa  | HUN Edina Knapek               |                                           | 1        |          |
| Ranking oficial por equipes FIE - Europa | GBR Richard Kruse GBR Laurence Halsted GBR James Davis               | 1         | 3                                | Ranking oficial por equipes FIE - Europa  | POL Hanna Łyczbińska           |                                           | 1        |          |
| Ranking oficial por equipes FIE - Europa | GBR Richard Kruse GBR Laurence Halsted GBR James Davis               | 1         | 3                                | Torneio qualificatório - Ásia-Oceania     | NZL Yuan Ping VIE Độ Thị Anh   |                                           | 1        |          |
| Ranking oficial por equipes FIE - Europa | GBR Richard Kruse GBR Laurence Halsted GBR James Davis               | 1         | 3                                | Torneio qualificatório - Ásia-Oceania     | NZL Yuan Ping VIE Độ Thị Anh   |                                           | 1        |          |
| Ranking oficial individual FIE - Ásia | JPN Yuki Ota                                                         |           | 1                                | Torneio qualificatório - Ásia-Oceania     | JPN Shiho Nishioka             |                                           | 1        |          |
| Ranking oficial individual FIE - Ásia | KOR Heo Jun                                                          | 1         | HKG Lin Po Heung                 | Torneio qualificatório - Ásia-Oceania     |                                | 1                                         |          |          |
| Ranking oficial individual FIE - África | TUN Mohamed Ayoub Ferjani                                            | 1         | Torneio qualificatório - África  | MAR Youssra Zekrani                       |                                | 1                                         |          |          |
| Ranking oficial individual FIE - América | CAN Maximilien van Haaster                                           | 1         | Torneio qualificatório - América | VEN Isis Giménez                          |                                | 1                                         |          |          |
| Ranking oficial individual FIE - América | MEX Daniel Gómez                                                     | 1         | Torneio qualificatório - América | MEX Nataly Michel                         |                                | 1                                         |          |          |
| Ranking oficial por equipes FIE - Europa | GER Peter Joppich                                                    | 1         | Torneio qualificatório - Europa  | ISR Delila Hatuel                         |                                | 1                                         |          |          |
| Ranking oficial por equipes FIE - Europa | CZE Alexander Choupenitch                                            | 1         | Torneio qualificatório - Europa  | GRE Aikaterini Kontochristopoulou         |                                | 1                                         |          |          |
| Torneio qualificatório - Ásia-Oceania | HKG Cheung Ka Long                                                   | 1         | Torneio qualificatório - Europa  | TUR İrem Karamete                         |                                | 1                                         |          |          |
| Torneio qualificatório - África | ALG Victor Sintès                                                    | 1         | Torneio qualificatório - Europa  | ROU Mălina Călugăreanu                    |                                | 1                                         |          |          |
| Torneio qualificatório - América | VEN Antonio Leal                                                     | 1         |                                  |                                           |                                |                                           |          |          |
| Torneio qualificatório - Europa | AUT René Pranz                                                       | 1         |                                  |                                           |                                |                                           |          |          |
| Total | Total                                                                | 8         | 35                               |                                           |                                |                                           | 34       |          |
| * O Brasil decidiu utilizar duas de suas oito vagas com duas atletas no florete. O Comitê Olímpico da Nova Zelândia desistiu da vaga conquistada. |                                                                      |           |                                  |                                           |                                |                                           |          |          |

### Sabre
| Masculino | Masculino                                 | Masculino | Masculino |                                                             | Feminino                                                  | Feminino                                                     | Feminino | Feminino |
| Competição | Qualificados                              | Equipe    | Atletas   | Competição                                                  | Qualificados                                              | Equipe                                                       | Atletas  |          |
| --- | ----------------------------------------- | --------- | --------- | ----------------------------------------------------------- | --------------------------------------------------------- | ------------------------------------------------------------ | -------- | -------- |
| País-sede | BRA Brasil                                |           | 0         | País-sede                                                   | BRA Marta Baeza                                           | 0                                                            | 1*       |          |
| Ranking oficial individual FIE | RUS Aleksey Yakimenko RUS Nikolay Kovalev |           | 2         |                                                             | Ranking oficial por equipes FIE                           | RUS Yana Egorian RUS Sofiya Velikaya RUS Ekaterina Dyachenko | 1        | 3        |
| Ranking oficial individual FIE | RUS Aleksey Yakimenko RUS Nikolay Kovalev |           | 2         |                                                             | Ranking oficial por equipes FIE                           | RUS Yana Egorian RUS Sofiya Velikaya RUS Ekaterina Dyachenko | 1        | 3        |
| Ranking oficial individual FIE | KOR Gu Bon-gil KOR Kim Jung-hwan          |           | 2         |                                                             | Ranking oficial por equipes FIE                           | RUS Yana Egorian RUS Sofiya Velikaya RUS Ekaterina Dyachenko | 1        | 3        |
| Ranking oficial individual FIE | KOR Gu Bon-gil KOR Kim Jung-hwan          |           | 2         | UKR [[ ]] UKR [[ ]] UKR [[ ]]                               | Ranking oficial por equipes FIE                           | 1                                                            | 3        |          |
| Ranking oficial individual FIE | GER Max Hartung GER Matyas Szabo          |           | 2         | UKR [[ ]] UKR [[ ]] UKR [[ ]]                               | Ranking oficial por equipes FIE                           | 1                                                            | 3        |          |
| Ranking oficial individual FIE | GER Max Hartung GER Matyas Szabo          |           | 2         | UKR [[ ]] UKR [[ ]] UKR [[ ]]                               | Ranking oficial por equipes FIE                           | 1                                                            | 3        |          |
| Ranking oficial individual FIE | ITA Aldo Montano ITA Diego Occhiuzzi      |           | 2         | FRA Cécilia Berder FRA Manon Brunet FRA Charlotte Lembach   | Ranking oficial por equipes FIE                           | 1                                                            | 3        |          |
| Ranking oficial individual FIE | ITA Aldo Montano ITA Diego Occhiuzzi      |           | 2         | FRA Cécilia Berder FRA Manon Brunet FRA Charlotte Lembach   | Ranking oficial por equipes FIE                           | 1                                                            | 3        |          |
| Ranking oficial individual FIE | USA Eli Dershwitz USA Daryl Homer         |           | 2         | FRA Cécilia Berder FRA Manon Brunet FRA Charlotte Lembach   | Ranking oficial por equipes FIE                           | 1                                                            | 3        |          |
| Ranking oficial individual FIE | USA Eli Dershwitz USA Daryl Homer         |           | 2         | USA Ibtihaj Muhammad USA Dagmara Wozniak USA Mariel Zagunis | Ranking oficial por equipes FIE                           | 1                                                            | 3        |          |
| Ranking oficial individual FIE | HUN Áron Szilágyi                         |           | 1         | USA Ibtihaj Muhammad USA Dagmara Wozniak USA Mariel Zagunis | Ranking oficial por equipes FIE                           | 1                                                            | 3        |          |
| Ranking oficial individual FIE | ROU Tiberiu Dolniceanu                    |           | 1         | USA Ibtihaj Muhammad USA Dagmara Wozniak USA Mariel Zagunis | Ranking oficial por equipes FIE                           | 1                                                            | 3        |          |
| Ranking oficial individual FIE | IRI Mojtaba Abedini                       |           | 1         | POL Bogna Jóźwiak POL Małgorzata Kozaczuk POL Marta Puda    | Ranking oficial por equipes FIE                           | 1                                                            | 3        |          |
| Ranking oficial individual FIE | BLR Aliaksandr Buikevich                  |           | 1         | POL Bogna Jóźwiak POL Małgorzata Kozaczuk POL Marta Puda    | Ranking oficial por equipes FIE                           | 1                                                            | 3        |          |
| Ranking oficial por equipes FIE - Ásia | IRI Ali Pakdaman                          |           | 1         | POL Bogna Jóźwiak POL Małgorzata Kozaczuk POL Marta Puda    | Ranking oficial por equipes FIE                           | 1                                                            | 3        |          |
| Ranking oficial por equipes FIE - Ásia | CHN Sun Wei                               |           | 1         | Ranking oficial por equipes FIE - Ásia                      | KOR Hwang Seon-ah KOR Kim Ji-yeon KOR Seo Ji-yeon         | 1                                                            | 3        |          |
| Ranking oficial por equipes FIE - África | EGY Mohamed Amer                          |           | 1         | Ranking oficial por equipes FIE - Ásia                      | KOR Hwang Seon-ah KOR Kim Ji-yeon KOR Seo Ji-yeon         | 1                                                            | 3        |          |
| Ranking oficial por equipes FIE - África | BEN Yémi Apithy                           |           | 1         | Ranking oficial por equipes FIE - Ásia                      | KOR Hwang Seon-ah KOR Kim Ji-yeon KOR Seo Ji-yeon         | 1                                                            | 3        |          |
| Ranking oficial por equipes FIE - América | BRA Renzo Agresta                         |           | 1         | Ranking oficial por equipes FIE - África                    | —                                                         | 0                                                            | 0**      |          |
| Ranking oficial por equipes FIE - América | CAN Joseph Polossifakis                   |           | 1         | Ranking oficial por equipes FIE - América                   | MEX México MEX México MEX México                          | 1                                                            | 3        |          |
| Ranking oficial por equipes FIE - Europa | FRA Vincent Anstett                       |           | 1         | Ranking oficial por equipes FIE - América                   | MEX México MEX México MEX México                          | 1                                                            | 3        |          |
| Ranking oficial por equipes FIE - Europa | HUN Tamás Decsi                           |           | 1         | Ranking oficial por equipes FIE - América                   | MEX México MEX México MEX México                          | 1                                                            | 3        |          |
| Torneio qualificatório - Ásia-Oceania | VIE Vũ Thành An                           |           | 1         | Ranking oficial por equipes FIE - Europa                    | ITA Rossella Gregorio ITA Loreta Gulotta ITA Irene Vecchi | 1                                                            | 3        |          |
| Torneio qualificatório - Ásia-Oceania | KAZ Ilya Mokretsov                        |           | 1         | Ranking oficial por equipes FIE - Europa                    | ITA Rossella Gregorio ITA Loreta Gulotta ITA Irene Vecchi | 1                                                            | 3        |          |
| Torneio qualificatório - Ásia-Oceania | JPN Kenta Tokunan                         |           | 1         | Ranking oficial por equipes FIE - Europa                    | ITA Rossella Gregorio ITA Loreta Gulotta ITA Irene Vecchi | 1                                                            | 3        |          |
| Torneio qualificatório - África | TUN Farès Ferjani                         |           | 1         | Ranking oficial individual FIE - Ásia                       | CHN Shen Chen                                             |                                                              | 1        |          |
| Torneio qualificatório - América | MEX Julián Ayala                          |           | 1         | Ranking oficial individual FIE - Ásia                       | JPN Chika Aoki                                            | 1                                                            |          |          |
| Torneio qualificatório - América | CUB Yoandry Iriarte Galvez                |           | 1         | Ranking oficial individual FIE - África                     | TUN Azza Besbes                                           | 1                                                            |          |          |
| Torneio qualificatório - Europa | UKR Andriy Yahodka                        |           | 1         | Ranking oficial individual FIE - América                    | VEN Alejandra Benitez                                     | 1                                                            |          |          |
| Torneio qualificatório - Europa | GEO Sandro Bazadze                        |           | 1         | Ranking oficial individual FIE - América                    | ARG Maria Belen Perez Maurice                             | 1                                                            |          |          |
| Torneio qualificatório - Europa | BUL Pancho Paskov                         |           | 1         | Ranking oficial por equipes FIE - Europa                    | HUN Anna Márton                                           | 1                                                            |          |          |
| Torneio qualificatório - Europa | BEL Seppe Van Holsbeke                    |           | 1         | Ranking oficial por equipes FIE - Europa                    | GRE Vassiliki Vougiouka                                   | 1                                                            |          |          |
| |                                           |           |           | Torneio qualificatório - Ásia-Oceania                       | VIE Nguyễn Thị Lệ Dung                                    | 1                                                            |          |          |
| Torneio qualificatório - África | EGY Nada Hafez                            | 1         |           |                                                             |                                                           |                                                              |          |          |
| Torneio qualificatório - América | DOM Rossy Félix                           | 1         |           |                                                             |                                                           |                                                              |          |          |
| Torneio qualificatório - Europa | AZE Sabina Mikina                         | 1         |           |                                                             |                                                           |                                                              |          |          |
| Total | Total                                     | Total     | 32        | Total                                                       | Total                                                     | 8                                                            | 36       |          |
| * O Brasil decidiu utilizar uma de suas oito vagas com uma atleta no sabre. ** Nenhum atleta da região estava entre o 16 melhores no ranking. |                                           |           |           |                                                             |                                                           |                                                              |          |          |